# سیمونه زازا
سیمونه زاتسا (ایتالیایی: Simone Zaza؛ زادهٔ ۲۵ ژوئن ۱۹۹۱) بازیکن فوتبال اهل ایتالیا است که در پست مهاجم بازی می‌کند.
از دیگر باشگاه‌هایی که او در آن بازی کرده‌است می‌توان به  باشگاه فوتبال  آتالانتا، سمپدوریا، آسکولی، یووه استابیا، یوونتوس، وستهام، ساسوئولو، والنسیا و تورینو اشاره کرد.